# Forum (metrostation)
Forum is een ondergronds metrostation van de metro van Kopenhagen in de Deense stad Frederiksberg, die geheel door de stad Kopenhagen omsloten wordt.
Het station werd geopend op 29 mei 2003 en wordt bediend door de metrolijnen M1 en M2. Het station is genoemd naar de concert- en tentoonstellingshal Forum København die naast het station ligt. 

## Geschiedenis
In 1996 besloot Kopenhagen tot aanleg van een metronet, hierin was naast het oorspronkelijk geplande traject binnen de gemeente Kopenhagen ook een verlenging door de Frederiksberg opgenomen. Hiervoor werd tussen Nørreport en Frederiksberg een geboorde tunnel met twee buizen gebouwd die ten westen van de St Jørgens Sø vrijwel dezelfde route volgt als die van de spoorlijn Kopenhagen – Roskilde tussen 1864 en 1911, zij het nu ondergronds. Het oostelijkste station in Frederiksberg kwam bij het in 1926 gebouwde Forum.
In 1999 werden plannen gepresenteerd voor een metroringlijn (M3) door Kopenhagen en Frederiksberg die de lijnen M1 en M2 zou kruisen bij Forum en Kongens Nytorv. Nadat de tunnelboormachines hun werk aan de zuidkant hadden voltooid werden ze teruggebracht naar de startschacht bij de Havnegade waar ze in 2000 begonnen aan het boren van de tunnels onder de binnenstad naar Frederiksberg. Het eerste deel van de metro werd op 19 oktober 2002 geopend en op 29 mei 2003 volgde station Forum. De gemeenten Kopenhagen en Frederiksberg stelden in 2005 het tracé van de M3 vast, waarmee de kruising van Forum naar Frederiksberg werd verplaatst en Forum dus niet aan lijn M3 kwam. 

## Ligging en inrichting
Het station ligt onder het voorplein van het Forum parallel aan de Rosenørns Allé en is gebouwd volgens het standaard ontwerp voor ondergrondse metrostations in Kopenhagen. De toegang tot het station ligt aan de oostkant waar een vaste trap in een ronde bak en een lift de straat met de verdeelhal verbinden. Het station is voorzien van daklichten waardoor het daglicht in het station valt. De lift loopt rechtstreeks door naar het perron, de verdeelhal is met twee roltrapgroepen van elk vier roltrappen met het perron verbonden.  
Vanløse  · Flintholm  · Lindevang · Fasanvej · Frederiksberg · Forum · Nørreport   · Kongens Nytorv · Christianshavn · Islands Brygge · DR Byen · Sundby · Bella Center · Ørestad  · Vestamager
Vanløse  · Flintholm  · Lindevang · Fasanvej · Frederiksberg · Forum · Nørreport   · Kongens Nytorv · Christianshavn · Amagerbro · Lergravsparken · Øresund · Amager Strand · Femøren · Kastrup · Københavns Lufthavn 